# Стрельников, Анатолий Петрович
Анатолий Петрович Стрельников (27 июля 1929, Шахты, Ростовская область, РСФСР — 27 июля 2015, Шахты, Ростовская область, Российская Федерация) — советский и российский тренер по греко-римской борьбе, мастер спорта СССР, заслуженный тренер СССР, почётный гражданин города Шахты.

## Биография
Свою трудовую деятельность начал с 1946 года, одновременно учась в ФЗО и работая. В 1947 г. был направлен на шахту имени 20 лет РККА, где проработал до 1951 г. электрослесарем подземных работ. В 1955 г. с отличием окончил Шахтинский горный техникум.
Как спортсмен в 1959 г. стал первым мастером спорта СССР в Шахтах по классической борьбе.
Тренерскую деятельность начал в 1961 г., будучи студентом горного техникума. Более десяти лет совмещал тренерскую работу с основной — шахтерской (до 1966 г. был горным мастером, электрослесарем на шахте имени 20 лет РККА), работая тренером-почасовиком.
Являлся одним из основателей школы греко-римской борьбы Ростовской области. Работал в должности тренера-преподавателя по греко-римской борьбе с 1966 г., преподаватель по греко-римской борьбе «ДЮСШ№ 5».
Четверо его учеников стали заслуженными мастерами спорта: двукратный чемпион мира и Европы, обладатель Кубка мира Геннадий Ермилов, чемпион Европы, призёр чемпионата мира, трёхкратный победитель Кубка мира Сергей Насевич, неоднократный призёр чемпионатов мира и Европы, победитель Кубка мира, участник Олимпийских игр Сергей Коваленко, чемпион мира Никита Мельников. Шестеро воспитанников выполнили норматив мастеров спорта международного класса, восемьдесят воспитанников тренера стали мастерами спорта СССР и России. Среди них: призёр первенства СССР и Европы среди молодежи, победитель Кубка ССС призер первенства России неоднократный победитель Международных турниров по греко-римской борьбе призер РосДинамо по борьбе дзюдо многократный чемпион области по САМБО Иван Варежонков. Семикратный призёр первенств СССР среди юношей и юниоров, победитель Кубка СССР Борис Руденко.

## Награды и звания
Заслуженный тренер СССР (1981), заслуженный тренер РСФСР (1977).
Решением Шахтинской городской Думы № 492 от 30.10.2008 г. ему было присвоено звание «Почетный гражданин города Шахты».